# Scintigrafia per lo studio del fegato e delle vie biliari
La scintigrafia effettuata per studiare la funzionalità epatica e delle vie biliari trova numerose indicazioni cliniche, fra le principali si annoverano:
- Valutazione delle ostruzioni dei dotti biliari extraepatici, nei casi in cui la colangiografia retrograda endoscopica (ERCP) non sia possibile o sia controindicata;
- Valutazione dell'albero biliare dopo intervento chirurgico;
- Identificazioni di reflussi biliari nello stomaco ed in esofago;
- Diagnosi di atresia delle vie biliari ed altre anomalie congenite delle vie biliari (es. malattia di Caroli);
- Valutazione funzionale del fegato trapiantato;
- Identificazione della natura epatocitaria di masse epatiche;
- Valutazione del grado di differenziazione degli epatocarcinomi (HCC);
- Valutazione funzionale della colecistite cronica (acalcolotica);
- Valutazione delle disfunzioni dello sfintere di Oddi;
- Diagnosi di colecistite acuta (in urgenza);
- Valutazione di stravasi biliari in peritoneo (in urgenza);
- Valutazione e tipizzazione di lobi epatici accessori

## Preparazione del paziente all'esame
È indicato il digiuno da almeno 2 ore, ma non superiore a 6, in quanto un digiuno eccessivamente prolungato può determinare la mancata visualizzazione della colecisti o il mancato transito del radiofarmaco in sede intestinale.
Nei neonati che si sottopongono all'esame per sospetta atresia delle vie biliari e che presentano ittero, è opportuno eseguire nei 3-5 giorni precedenti l'indagine un trattamento farmacologico con fenobarbitale (5 mg/kg/giorno) per aumentare il flusso di bile, stimolando gli enzimi epatici e ridurre così i possibili risultati falsamente positivi in pazienti con un sistema biliare riconoscibile, ma scarsamente funzionante.
Per accelerare l'eliminazione della bile radioattiva concentrata in colecisti, una volta terminata l'indagine, a fini radioprotezionistici, è bene assumere un pasto colecistocinetico ad elevato contenuto di lipidi, ed un lassativo a distanza di 4 ore dall'iniezione del radiofarmaco al fine di ridurre la radioattività concentrata a livello intestinale.
Le controindicazioni all'esame sono lo stato di gravidanza e l'allattamento (per il quale deve essere prevista una sospensione di 24 ore).

## Radiofarmaci e dosi
Il radiofarmaco utilizzato per la scintigrafia per lo studio del fegato e delle vie biliari è l'acido iminodiacetico (HIDA) marcato con 99mTc o suoi derivati (in particolare il disofenil e il mebrofenil). L'attività da somministrare è pari a 111-185 MBq per via endovenosa. Nei lattanti la dose massima consentita è di 37 MBq.

## Protocolli di acquisizione
La scintigrafia viene acquisita adoperando una gamma-camera, equipaggiata con collimatori a fori paralleli LEHR (Low Energy High Resolution) oppure GP (General Purpose).
Il paziente viene posizionato supino sul lettino della gamma-camera, con l'addome aderente al collimatore per ottimizzare al meglio la qualità delle immagini. Il campo di vista deve comprendere l'addome o, nei casi di sospetti reflussi duodeno-gastro-esofagei o duodeno-gastrici, anche la parte inferiore del torace.
La fase dinamica dell'indagine, che inizia contemporaneamente all'iniezione del radiofarmaco, comprende l'acquisizione di frame di 3” per 60” per lo studio della vascolarizzazione di masse epatiche, successivamente prosegue con frame di 60” per minimo 40 minuti (è consigliato proseguire lo studio fino a 60 minuti).
Al termine della fase dinamica è consigliato acquisire immagini statiche (planari) nelle proiezioni anteriore, laterale destra e posteriore (queste ultime due utili in particolare qualora si stiano studiando masse epatiche); con raccolta minima di 500.000 conteggi. Le acquisizioni andrebbero eseguite a 60 e 90 minuti dall'iniezione, ovvero prima e dopo il pasto colagogo, nei casi in cui durante lo studio dinamico si sia visualizzata la colecisti ma non attività nelle vie biliari extraepatiche e nel duodeno. Queste immagini sono inoltre utili sia per verificare la risposta contrattile della colecisti sia per evidenziare la presenza di eventuali reflussi biliari duodeno-gastrici.
Se lo studio è richiesto per sospetta ostruzione di derivazione bilio-enterica o in pazienti con grave sofferenza epatocellulare, deve essere eseguita un'acquisizione anche dopo 24 ore dall'iniezione per ricercare eventuale attività in sede intestinale. In caso di studi per sospetto stravaso peritoneale biliare è importante eseguire controlli planari anche a 2 - 4 ore, sia in proiezione anteriore che in laterale destra.

## Interpretazione dell'esame

### Quadro normale
Lo studio normale è caratterizzato da rapida captazione del radiofarmaco a livello degli epatociti (ottimale visione del fegato dopo 3 minuti), con analoga rapida scomparsa dell’attività cardiaca (entro i primi 5 minuti). Dopo pochi minuti si osserva distribuzione del tracciante a livello delle principali vie biliari intra ed extraepatiche (normalmente tra il 10º e il 20º minuto, rispettivamente), della colecisti (tra il 15º e il 30º minuto) e, infine, del duodeno (tra il 15º e il 40º minuto), con veloce passaggio nell’intestino tenue.

### Atresia delle vie biliari
La diagnosi viene esclusa dimostrando presenza di attività intestinale, anche acquisendo dopo 24 ore dall'iniezione.

### Reflusso biliare duodeno-gastrico
La comparsa, spontanea o provocata dal pasto grasso, di bile marcata nello stomaco è da considerare un dato patologico. In caso di dubbia individuazione dello stomaco si può ricorrere, al termine di tutte le rilevazioni dello studio epato-biliare, ad un ulteriore controllo dopo somministrazione per via orale di 100 ml di acqua marcata con 37 MBq di 99mTc-DTPA.

### Ostruzione del coledoco
Qualora vi sia visualizzazione in tempi normali delle strutture biliari intra- ed extraepatiche associate ad un ritardo della visualizzazione dell’intestino (> 60 minuti), si deve sospettare un'ostruzione parziale del coledoco. Nei casi invece di ostruzione totale acuta la captazione epatocitaria sarà regolare e la curva attività-tempo sarà caratterizzata da una prima fase regolare (rapida crescita) seguita da una seconda fase alterata (allontanamento assente o in costante crescita); viceversa, nelle forme cronicizzate, anche la captazione epatocitaria sarà rallentata (accumulo ridotto e tempo di picco aumentato).

### Spandimento biliare in peritoneo
Questa situazione può ritrovarsi in seguito ad un intervento chirurgico (colecistectomia, trapianto epatico, bilio-entero anastomosi) ed è caratterizzata, in base all’entità del fenomeno, da accumulo di radiofarmaco in sede sottoepatica o spandimento peritoneale. Lo studio scintigrafico permette di tipizzare il liquido osservato ecograficamente (sangue vs bile).

### Funzionalità colecistica
Nel paziente affetto da colecistite acuta (solo in caso di interpretazione dubbia all’ecografia), si osserva mancata visualizzazione della colecisti ( anche dopo 3-4 ore dall'iniezione del radiofarmaco. Nella fase epatografica dello studio è anche possibile che la cistifellea, iperdistesa, sia evidenziata come area ipocaptante che impronta il lobo epatico destro).

## Errori di interpretazione dell'indagine
Nei casi di sospetta colecistite acuta è possibile riscontrare risultati falsi positivi o negativi.:

### Falsi positivi (mancata visualizzazione della colecisti)
Possono essere causati da:
- Insufficiente digiuno o digiuno prolungato (superiore alle 6 ore);
- Danno epatocellulare di grado severo;
- Grave ostruzione del dotto biliare comune;
- Transito biliare in intestino estremamente rapido;
- Pregressa colecistectomia, non dichiarata in anamnesi.

### Falsi negativi (visualizzazione di raccolta biliare in una sede compatibile con la colecisti)
Possono essere causati da:
- Colecistite acuta acalcolotica;
- Dilatazione del dotto cistico;
- Stravaso biliare da perforazione della colecisti;
- Attività intestinale sottoepatica (ricontrollare dopo assunzione di 200 ml di acqua per allontanare l’attività dal duodeno).

Accanto ai quadri scintigrafici sopra descritti, sorgenti di errore nell'interpretazione dell'esame possono essere il movimento del paziente durante le acquisizioni delle immagini o l'interferenza farmacologica (es. oppioidi).